# Alchemilla bogumilii
Alchemilla bogumilii är en rosväxtart som beskrevs av M. Pawlus. Alchemilla bogumilii ingår i släktet daggkåpor, och familjen rosväxter. Inga underarter finns listade i Catalogue of Life.